# Platambus optatus
Platambus optatus är en skalbaggsart som först beskrevs av Sharp 1884.  Platambus optatus ingår i släktet Platambus och familjen dykare. Inga underarter finns listade i Catalogue of Life.